# Instituto Femenino Samuel H. Wang
El Instituto Femenino Samuel H. Wang de la Universidad Yeshiva (en inglés: Samuel H. Wang Yeshiva University High School for Girls ) (YUHSG), popularmente conocido como "Central", ofrece planes de estudios preparatorios para la universidad y programas de estudios judíos que conducen a la obtención de un diploma académico avalado por la junta de regentes del Estado de Nueva York y por la Comisión para la Educación Superior de los Estados Medios.

## Actividades
Las estudiantes del instituto participan en diversas actividades extracurriculares que incluyen: el aprendizaje de la Torá, arte, baloncesto, debate, drama, fútbol, hockey, música, softball, tenis, viajes, voleibol, y servicio comunitario.
Un ejemplo de ello es su participación en un programa donde visitan varios hogares de ancianos y centros de rehabilitación. El instituto colabora con organizaciones no gubernamentales como Yachad, el Círculo de Amistad, y Chai Lifeline. Las estudiantes del instituto también participan en un desfile para celebrar la existencia del Estado de Israel.

## Clases
El instituto Samuel H. Wang ofrece a todas las estudiantes un programa integral de preparación para la universidad e imparte asignaturas judaicas. Las materias incluyen; Historia, Literatura, Matemáticas, Ciencia, Lenguas extranjeras y Artes.

## Subvenciones
El Instituto Femenino Samuel H. Wang, también llamado "Central", recibió recientemente una subvención de 191.000 dólares de la Fundación Gruss para poner en marcha un programa innovador llamado STEM (ciencia, tecnología, ingeniería, y matemáticas) que aumenta la participación de las mujeres en oficios que tradicionalmente han sido realizados por los hombres.

## Ubicación
La escuela está afiliada con la Universidad Yeshiva, el instituto está ubicado en Holliswood, en el barrio de Queens de la ciudad de Nueva York.  Actualmente Miriam Goldberg es la presidenta, Chaya Batya Neugroschl es la directora de la escuela, Beverly Segal es la directora asociada y Bracha Rutner es la subdirectora.